# Charrúas

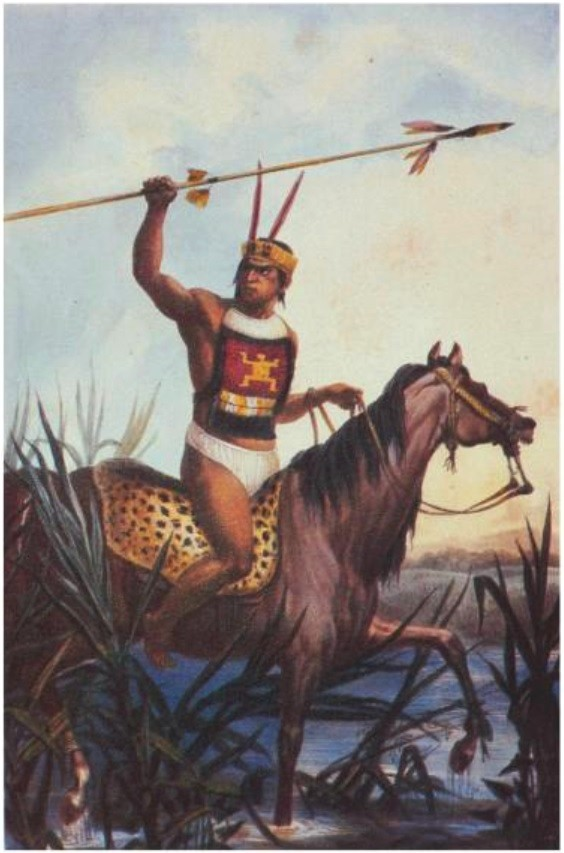
Guerrero charrúa, una de las dos estampas pintadas por Jean-Baptiste Debret en 1823.

Los charrúas son un pueblo nativo americano, que en el siglo XVI se ubicaba entre los ríos Paraná y Uruguay y que tenían como centro la actual provincia de Santa Fe, República Argentina. Posteriormente se movieron hacia otros puntos, especialmente hacia el sur del río Queguay Grande, en lo que hoy es Uruguay. En el siglo XVIII, los charrúas ampliaron su territorio en su guerra contra los guaraníes misioneros del gobierno de las Misiones Guaraníes avanzando sobre el norte de la Banda Oriental, en el sur del actual estado brasileño de Río Grande del Sur y la provincia argentina de Entre Ríos, alcanzando ocasionalmente también a la de Corrientes y abandonando, por acción de la autoridad colonial, la región de Santa Fe. A raíz de ese avance se mestizaron con otros pueblos que ocupaban esos territorios, tales como los chanás, minuanes, cáingangs, yaros y bohanes. Vulgarmente, se comenzó a llamar "charrúa" a ese conjunto de pueblos, por lo que hoy a esas tribus se las suele denominar erróneamente como complejo charrúa o nación charrúa.

## Complejo charrúa
Los charrúas, de origen pampeano, propiamente dichos han sido popularizados, cultural o étnicamente en el denominado complejo charrúa junto con los yaros, bohanes, guenoas (o güenoas), chanás y minuanes. Los chanás o chanaes son incluidos también como parte del complejo chaná-timbú, y así se los confunde, con los tapes guaraníes, considerados por éstos, como sus contrarios y las más de las veces, sus enemigos. Sobre las relaciones entre estos grupos hay diversas opiniones:
Para Samuel Lafone Quevedo (1897 y 1900) los charrúas eran una "nación" pámpida integrante del tipo guaycurú y los demás pueblos citados eran "parcialidades" de la misma nación. 
Para Samuel Lothrop (1932 y 1946) la charrúa y las demás eran "tribus distintas" emparentadas culturalmente y física y lingüísticamente semejantes a los guaycurúes del norte.
Para Antonio Serrano (1936 y 1946) los charrúas eran una "nación" con características culturales propias, siendo las demás "tribus" citadas parte de la "nación charrúa". 
Existen diversas estimaciones sobre la población de charrúas y etnias relacionadas al momento de la llegada de los españoles. Las mismas varían entre 8000 (5000 en Uruguay) y 100 000 personas o más.
En 1825, cuando Uruguay se independizó, la población indígena era de 30 000 personas y la de blancos de 70 000.[cita requerida]

Según algunos estudios históricos ese número de indígenas y descendientes de estos en el territorio uruguayo era superior al que había en la época de la conquista. Ello se debería a que el territorio recibió una importante inmigración de guaraníes que habían huido de las misiones jesuíticas destruidas en 1828 y que se establecieron al norte del río Negro.[cita requerida]

## Territorio

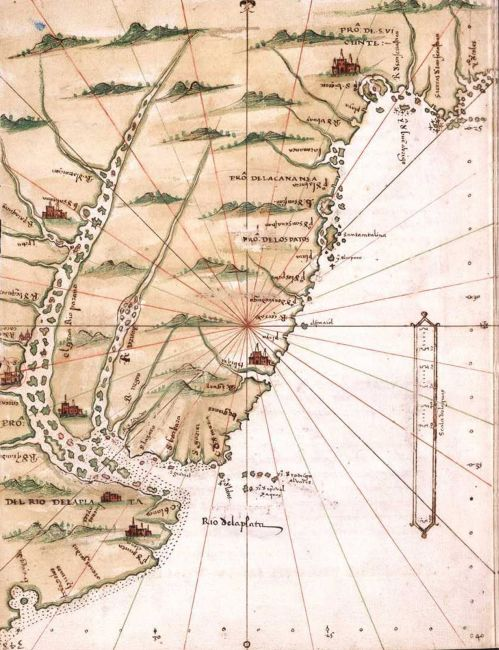
Banda Oriental del gran río Paraná. ca.1550.

Al momento de la llegada de los españoles al Río de la Plata en el siglo XVI, los charrúas propiamente dichos ocupaban la banda entre el río Paraná y el río Uruguay. Posteriormente, perseguidos en sus asentamientos de Santa Fe, se movieron hacia la Banda Oriental y se los asocia como tribus del actual Uruguay.
Félix de Azara en su Descripción e historia del Paraguay y del Río de la Plata (publicada en 1847 a 26 años de su muerte) describió el territorio la conquista corría la costa septentrional del Río de la Plata desde Maldonado hasta cerca de la boca del río Uruguay, extendiéndose por los campos como treinta leguas hacia el norte, se encuentran los yaros, mediando un grande desierto hasta entrar por el norte algunas divisiones o pueblos de indios tapes o guaranís.
- Yaros: Cuando descubrieron los españoles el Río de la Plata, vivían los yaros, de la pesca y caza, en la costa oriental del río Uruguay entre los ríos Negro y San Salvador, internándose poco en los campos rasos, y sin acercarse a los que corrían los charrúas.
- Bohanes: Habitaba la costa oriental del río Uruguay al norte de los yaros.
- Chanaes: Al arribo de los primeros españoles, habitaba una nación en las islas del río Uruguay enfrente de la boca del río Negro, y cuando despoblaron los españoles la ciudad de San Salvador, pasaron los chanás a establecerse en la costa oriental del mismo Uruguay por debajo de la costa del río de San Salvador. Acosados después por los charrúas, volvieron a sus islas, fijándose principalmente en la llamada de los Vizcaínos.
- Minuanes: En tiempo del descubrimiento, vivía esta nación, en los campos del norte del Paraná, sin apartarse de este río sino como treinta leguas, y extendiéndose desde donde el Uruguay se junta al citado río hasta enfrente de la ciudad de Santa Fe de la Vera-Cruz. Por el Mediodía confinaba con los guaranís que habitaban las islas del Paraná: por el Norte tenía grandes desiertos; y por el Levante mediaba dicho Uruguay entre los Minuanes y las naciones ya descritas.

Azara no mencionó a los guenoas, que estaban en la zona de los departamentos de Tacuarembó, Treinta y Tres y Cerro Largo extendiéndose también por el río Ibicuy al sur de Brasil. Guenoas y minuanes suelen considerarse como en mismo grupo, a veces llamados guinuanes.

## Características

### Cultura
Los charrúas estaban emparentados con los pámpidos, un grupo de etnias aborígenes que habitaron la llanura Chacopampeana y la Patagonia extraandina. Tenían fisiotipos y cultura material similar a las subetnias de los puelches o pampas antiguos, de los tehuelches o patagones, de los tobas y de los caduveos. Sin embargo, hacia el siglo XV parecen haber recibido importantes influjos culturales amazónidos guaraníes, cuya rama meridional -los chandules- merodeaba por ambas orillas del Río de la Plata superior desde sus asentamientos en el delta del Paraná.
Distintas fuentes disienten sobre la práctica de música entre los charrúas, mientras que algunas niegan su existencia, otras citan su empleo con fines bélicos empleando caracolas y gritos. Sin lugar a dudas el caso más ejemplar es el del arco musical fabricado por Tacuabé en Francia que en la actualidad se conoce como arco de Tacuabé.
Veneraban la luna, a la que llamaban Guidaí y practicaban una religión animista, de los guaraníes tomaron la creencia en Tupã, el Gualicho y El Maligno.
Respecto a sus costumbres eran un pueblo guerrero y cazador, sin embargo demostraban una acentuada reacción por la muerte de cada familiar, que los llevaba a cortarse una falange,  así como también laceraciones en todo el cuerpo, dentro de este ritual era común que el dolido pasara una noche en un pozo que cavó, o permanecer apartado de la tribu por dos días sin beber ni comer.

Las fuentes históricas que se refieren a los rituales funerarios son limitadas y apenas permiten acercarse a las prácticas de las naciones charrúa y guenoa-minuana.
 “... respecto de los charrúas cuando muere alguno, le llevan al cementerio común, que tienen en un cerrito, y le entierran, matando sobre el sepulcro su caballo de combate (que es lo que más aprecian) si así lo ha dejado dispuesto, que es lo común”. Félix de Azara (ca.1800).
 "...las tumbas en las cumbres de los cerros y el cadáver, que era cubierto de piedras se acompañaba con sus pertenencias, dejaban el caballo del muerto atado a una estaca." General Antonio Díaz (ca.1812).
Otro tipo de ritual es propio del animismo
"Se cree generalmente que las «especies de garitas» hechas de piedras amontonadas en las cumbres de algunos cerros, servían para observar desde allí al enemigo (y por esto se llaman «vichaderos») pero esto es un error. Servían para los que iban a ayunar para «hacerse un compañero». Allí hacen mil heridas en su cuerpo y sufren una vigorosa abstinencia hasta que se les aparece -mentalmente- «algún ser», al cual invocan en los momentos de peligro como a un ángel de la guarda". Sargento mayor Benito Silva (ca.1830).

### Sociedad
Los charrúas no eran pacíficos, tenían una organización social muy fuerte centrada en jefaturas a cuyo frente había un cacique, jefe que aunque solía pertenecer a un linaje debía ser electo y consensuado permanentemente por el conjunto, donde los vínculos interpersonales eran muy importantes y conservaban la filiación poligámica.
Mantuvieron una convivencia conflictiva con los españoles, durante la cual eran comunes los ataques, saqueos y malones. 
Hasta que el 22 de marzo de 1732 acuerdan la paz con Montevideo por medio de Juan Antonio de Artigas. El convenio reconoce de forma ecuánime derechos y leyes de los charrúas, a la vez que los charrúas acordaban reconocer el caso de los españoles. La paz continuaría hasta la guerra guaranítica y luego de la misma, serían leales a José Artigas y sus tenientes y luego a Fructuoso Rivera y el Estado Oriental hasta el combate o #Matanza de Salsipuedes.

### Economía
En el momento de la conquista española su modo de producción era cazador-recolector, era una etnia de nómadas -como lo eran casi todos los otros pámpidos-, por lo que los únicos vestigios materiales de su civilización son pequeñas vasijas de barro así como parte de sus armas típicas, lanzas, flechas y boleadoras, esta última era uno de los objetos más típicos de la región. Estaban conformadas por dos o tres bolas de piedra, unidas por un trozo de cuero de aproximadamente un metro, en un nudo común. Eran utilizadas para cazar principalmente el ñandú, ave típica de la mayor parte del Cono Sur.
Durante la época española, solían comerciar con estos armas y caballos que algunas veces eran fruto de saqueo, ya que no tenían un debido sentido de la propiedad.

### Lengua
La lengua charrúa propiamente dicha se extinguió casi sin ser documentada, según Azara era: idioma muy narigal, gutural y diferente de todos. Azara menciona como idiomas diferentes a las lenguas de los yaros, bohanes, chanás y minuanes. La lengua de los yaros y la de los bohanes pudieron haber sido del grupo káingang, perteneciente a la familia de lenguas ye. Teodoro Vilardebó recopiló dos grupos de palabras charrúas en 1841 y 1842, aunque de dos fuentes indirectas. Este compendio de unas 70 palabras se conoce como Códice Vilardebó.
En cuanto al parentesco de las lenguas charrúas con las de otros grupos lingüísticos de América del Sur existen diferentes teorías. Estas lenguas han sido estudiadas por amerindólogos como Mauricio Swadesh y Terrence Kaufman. Se han propuesto que podría existir parentesco de las lenguas charrúas con las lenguas arawak (Perea y Alonso, 1937), con las lenguas matacoanas (Ferrario), con las lenguas lule-vilela (Rona, 1964) y las lenguas guaicurú (Suárez, 1974).

## La muerte de Juan Díaz de Solís

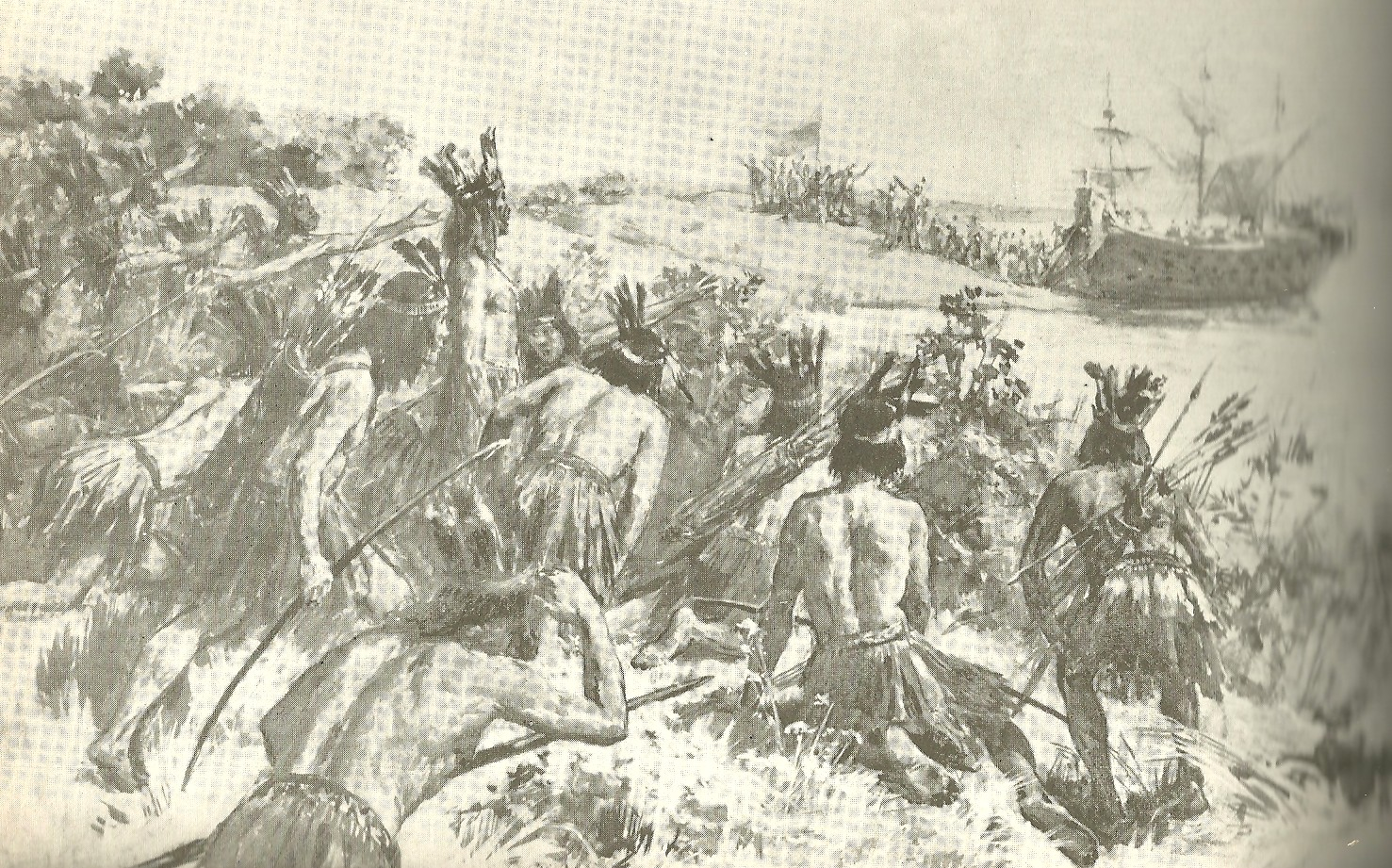
Dibujo del ataque a Juan Díaz de Solís en 1526. Obra de Ulpiano Checa (1860-1916).

Los charrúas opusieron tenaz resistencia a la colonización española, siendo el primer episodio conocido que se les atribuye la muerte de Juan Díaz de Solís durante su expedición al Río de la Plata en 1516. Cronistas como el jesuita Pedro Lozano en Historia de la conquista del Paraguay, Río de la Plata y Tucumán (publicado en 1755) acusaron a los charrúas de haber matado y comido a Díaz de Solís y a sus compañeros:

Antes de llegar á Montevideo se encuentra el rio de Solis, cuyo nombre es un perpetuo recuerdo del trágico fin que junto á él tuvo el famoso descubridor del Rio de la Plata Juan Diaz de Solis, quien volviendo á demarcarle se fió incauto de la barbaridad de los charrúas que junto á este rio le dieron muerte alevosa, y por eso le llaman algunos autores Rio de la Traicion.

Aunque, según cronistas españoles como Pedro Mártir de Anglería Solís pereció ante una tribu antropófaga Caribe, es decir de linaje amazónico:

Siento que no debe pasar en silencio lo que aconteció a Juan Solís (...) cuando se encontró con los malvados y antropófagos caribes, de quienes en otras partes hemos hablado latamente.

Mártir de Anglería escribió su Década III, Libro X de las Decadas de Orbe Novo el mismo año de la muerte de Solís. Dado que la antropofagia es desconocida en la etnia charrúa, los historiadores suponen que la muerte de Solís puede haberse debido a los chandules guaraníes que se encontraban en ese entonces merodeando las riberas platenses. 
Félix de Azara en su Descripción e historia del Paraguay y del Río de la Plata publicada 26 años después de su muerte en 1821 concuerda con que fueron charrúas quienes mataron a Solís, pero rechaza el relato de canibalismo:

Los mencionados escritores Lopez y Lozano ibid, y Antonio Leon Pinelo en su representacion hecha en 1623 al Consejo de Indias, añaden que los charrúas se comieron asados á los españoles muertos; pero no les creo, por que no habiendo cosa tan durable como las costumbres entre los bárbaros, si lo hubiesen hecho lo harían y no es así, ni conservan memoria de semejante comida. Esta voz la esparcieron sin duda un hermano del Solís y su cuñado Francisco Torres, que iban de pilotos y fueron testigos del desgraciado suceso, del que quedaron tan atemorizados, que al instante tomaron la vuelta de España, donde hicieron del caso y del país la pintura tan triste y fea, que por algunos años quitaron á otros la tentación de repetir el reconocimiento de aquel río, al cual con mucho motivo denominaron entonces Río de Solís (...) Los charrúas mataron a Juan Díaz de Solís, primer descubridor del Río de la Plata, sin comerle como dice equivocadamente Lozano, lib. 2, cap. 1. Con este hecho principiaron una guerra, que aun dura hoy sin haber tenido tregua, y que ha costado innumerables muertes.

Pedro de Angelis en su Colección de Obras y Documentos relativos a la Historia Antigua y Moderna de las Provincias del Río de la Plata, publicada en 1836, rechazó la argumentación de Azara:

Si hay un país donde no es permitido dudar de la antropofagia, es precisamente el Río de la Plata. Su primer descubridor, el desgraciado Juan Díaz de Solís, fue devorado por los Charrúas, a la vista de sus compañeros, y de un hermano. Este hecho es incuestionable. El argumento que le opone Azara es tan débil, que apenas merece ser contestado.

Martín del Barco Centenera en su poema histórico La Argentina publicado en 1602, acusó a los timbúes por la muerte de Solís:

dio Juan Díaz de Solís la vela al viento;
 al Paraná aportó, do los engaños
 del Timbú le causaron finamiento,
 en un pequeño río de grande fama
 que a causa suya de Traición se llama.

## La escuadra Drake
Sobre finales de 1570, el pirata inglés, Francis Drake, navegaba en el Río de la Plata, cuando en territorio del actual departamento de Colonia, se pierde un barco de la escuadra cayendo como prisionero de nativos charrúas, un sobrino o hermano de Francis cuyo nombre era John Drake, quien es mantenido como esclavo por dichos indios por varios meses. A finales de 1580 John Drake, un marino francés y otro inglés toman una canoa indígena y cruzan a remo el Río de la Plata rumbo a la recién fundada Buenos Aires, La llegada debió ser una escena dantesca, estos tres hombres descalzos, con sus ropas completamente gastadas, semidesnudos y después de haber convivido con cazadores-recolectores del actual Uruguay, deciden entregarse a las autoridades del Imperio español. La vida de esclavo que llevarían debió ser muy penosa para decidir entregarse, a sabiendas lo que iría a suceder, ya que estos corsarios fueron rápidamente encarcelados y posteriormente enviados al tribunal de la inquisición en Perú.

## Testimonios históricos sobre los charrúas

### Diego García de Moguer
El primer documento que aparece identificando a la nación charrúa con un nombre (chaurruaes) es la Relación que Diego García de Moguer escribió sobre el viaje que realizó por el río Paraná en 1528:

... mas de luego mas adelante ay una generación que se llaman los Chaurruaes, questos no comen carne humana; mantiénense de pescado é caza; dotra cosa no comen (...) La primera generación á la entrada del río á la Banda del Norte que llaman los Charruases; estos comen pescado é cosa dacá, é no tienen otro mantenymiento ninguno...

### Ulrico Schmidl
El soldado de la expedición del adelantado Pedro de Mendoza, Ulrico Schmidl, describió a los charrúas que encontraron al arribar al Río de la Plata en 1536 en su obra Viaje al Río de la Plata (publicada en 1567), llamándolos zechuruass, zechurg y zechuruas:

Allí nos encontramos con un pueblo de indios llamados zechuruass que constaba como de unos 2.000 hombres, y que no tenían más de comer que pescado y carne. Estos, al llegar nosotros, habían abandonado el pueblo huyendo con mujeres e hijos, de suerte que no pudimos dar con ellos. Esta nación de indios se anda en cueros vivos, mientras que sus mujeres se tapan las vergüenzas con un paño de algodón que les cubre desde el ombligo hasta la rodilla (...) y su vestir era como el de los zechurg del ombligo a las rodillas (...) constaban de cuatro naciones llamadas, carendies, barenis, zechuruas, y zechenais diembus...

### Domingo Martínez de Irala
Domingo Martínez de Irala en su Relación de abril de 1541 los denominó charruas:

Asy mesmo sy por caso no truxere tablazon para hazer Vergantynes corra esta costa del rryo arriba e hallara madera de sabze e asy mesmo en la mysma costa hazia san gabriel y la ligazon podra cortar en las yslas y esto con mucho Recaudo porq. los yndios desta parte hasta agora no se an dado por enemigos ny amygos pues q. no se a contratado con ellos questa es charruas y beguas e maones e toparas y asymesmo corren la costa chanas y guaranys que son enemigos...

### Gonzalo Fernández de Oviedo
La Historia general y natural de las Indias, islas y tierra firme del mar océano fue publicada por Gonzalo Fernández de Oviedo en partes entre 1535 y 1557 con una extensa relación sobre los charrúas que llamó jacroas:

Y á la boca del rio están los jacroas, que es una gente que se sostiene de monteria de venados é de avestruçes é de otros animales llamados apareaes, los quales en la Nueva España y en las otras partes de España llaman cortes; y tambien tiene esta gente muchos y buenos pescados de aquella ribera y costas. Hay en aquella tierra unas çebolletas debaxo de tierra, que es buen manjar para los naturales y aun para los españoles, y hay otras rayçes que son á manera de jungia: hay raposos é corzas á manera de lebreles, como leones pardos. Esta gente no tiene assiento ni pueblo çonosçido: van de una parte á otra corriendo la caça, y llevan consigo sus mugeres é hijos, é las mugeres van cargadas de todo lo que tienen, é los hombres van siguiendo su montería e matando los çiervos y avestruçes, arrojándoles unas bolas de piedra con trayllasó pendientes de una cuerda, como ya en otra parte la historia ha hecho mençion de tales armas. Tambien usan algunos arcos é garrotes en su montería. Estos indios están de la parte de la costa al Norte, y mas adelante en la mesma costa, passando el rio Nero, está otra gente que se diçe chanastinbus...

### Francisco Ortiz de Vergara
Francisco Ortiz de Vergara en su Relación a D. Juan de Ovando de enero de 1573, se refiere a los charrúas de la siguiente manera:

En entrando por la boca del rrío grande ay una nación de yndios que llaman charruaes.

### Martín del Barco Centenera
Martín del Barco Centenera en su poema histórico Argentina y conquista del Río de la Plata con otros acaecimientos de los reinos del Perú, Tucumán y el Estado del Brasil (La Argentina) publicado en 1602 hizo varias referencias a los charrúas, entre las cuales:

La gente que aquí habita en esta parte
 Charruahas se dicen, de gran brio,
 a quien ha repartido el fiero Marte
 su fuerza, su valor y poderio.
 Lleva entre esta gente el estandarte
 delante del Cacique, que es su tío
 Abayubá, mancebo muy lozano
 y el Cacique se nombra Zapicano
 Es gente muy crecida y animosa
 empero sin labranza y sementera.
 En tierras y batallas, belicosa
 osada y atrevida en gran manera.
 Es siéndoles la parte ya enfadosa
 do viven, la desechan, que de estera
 la casa solamente es fabricada
 y así presto do quieren es mudada.

### Ruy Díaz de Guzmán
Ruy Díaz de Guzmán en su obra Historia Argentina del descubrimiento, población y conquista de las provincias del Río de la Plata (La Argentina manuscrita) terminada en 1612 describió como yaros y charrúas mataron al capitán Juan Álvarez Ramón enviado por Sebastián Caboto a explorar el río Uruguay en 1527:

... con este naufragio el capitán Ramón echó su gente en un batel, y como pudo salió con ella a tierra, y vista la gente por los indios de la comarca llamados Chayos y Charrúas, les acometieron yendo caminando por la costa, por no poder ir todos en el batel; y peleando con ellos, mataron al capitán Ramón y algunos soldados, y los que quedaron se vinieron en el batel a donde estaba Gaboto...

### Francisco de Céspedes
En 1624 el gobernador Francisco de Céspedes acordó crear la reducción charrúa de San Francisco de Olivares ubicada en una isla de la desembocadura del río Negro en el río Uruguay. Es por ello que ese gobernador escribió al rey el 30 de agosto de 1631 expresándole:

... todos los demas yndios desta prouincia y particularmente los charruas que abitan de la otra banda deste gran rio estan quietos y pacíficos y acuden a seruir a esta ciudad pero aceles gran falta los padres de sus Reducciones que son Franciscos...

### Diego de Boroa
Una vez fracasado el intento franciscano de reducir a los charrúas en San Francisco de Olivares, el jesuita Diego de Boroa en su Carta anua correspondiente a 1635-1637, fechada el 13 de agosto de 1637, expresa refiriéndose a la reducción de Yapeyú:

De todas las reducciones de esta Provincia es tal vez la más dificultosa, por estar tan apartada de las demás, y situada entre los yaros y charrúas, tribus completamente bárbaras y salvajes, a las cuales, por vivir exclusivamente de la pesca y caza es lo mismo que imposible reducirlos.

### Pedro Lozano
El jesuita Pedro Lozano en Historia de la conquista del Paraguay, Río de la Plata y Tucumán (1755) expresó:

"La nación charrúa fue antiguamente muy numerosa; extendíase desde la costa del Paraná septentrional, hasta las riberas del mar del Norte; gente muy belicosa, crecida y animosa, que fue el padrastro que encontraron siempre los españoles, cuando arribaron o derrotados o por arbitrio propio, a sus costas. Hánse conservado hasta estos tiempos con su nativo valor, ostentando su osadía contra todos, sin que nadie se haya atrevido a sojuzgarlos; ni profesan otro reconocimiento a los españoles, sino una amistad costosa, porque so capa de ella, ejecutan, más a su salvo, enormes maldades. Hoy no ocupan tanto terreno, porque se contienen dentro de los límites naturales de los dos grandes ríos Paraná y Uruguay, siendo en la realidad, salteadores de ambas costas; por la del Paraná, en el camino real que conduce desde Santa Fe a las Corrientes; y en la del Uruguay, en las embarcaciones que arriban a su margen". Pedro Lozano

## Campañas españolas contra los charrúas
En las sucesivas campañas de los gobernadores de Buenos Aires para "civilizar" a la Banda Oriental se produjeron combates con los indígenas. Las expediciones de Juan Ortiz de Zárate, Juan de Garay y Hernandarias se batieron sucesivamente con indígenas, provocando cientos de muertos. Las fundaciones de Colonia del Sacramento y de Montevideo también fueron motivo de conflicto con los indígenas, ahondando la mortandad. 
El 6 de febrero de 1702 los charrúas y aliados se enfrentaron a 2000 guaraníes misioneros en la batalla del Yi siendo vencidos, sufriendo 300 muertes y 500 prisioneros, en su mayoría mujeres y niños. Los charrúas tenían solo 200 guerreros con los que hacerles frente. El comandante español expresó al respecto:

... al castigo de los Indios infieles yaros Moxanes Charruas y sus confederados que recevi dicho exercito que constaba de dos mil indios bien armados de vocas de fuego langas, flechas y piedras y otras armas en el paraje y Rio llamado Ibicuí...

En los años siguientes unos 4000 guaraníes de las misiones jesuitas se pusieron bajo el dominio de los españoles para atacar a los charrúas.
Luego de la campaña punitiva que en 1715 Francisco García de Piedrabuena realizó desde la reducción de Yapeyú a Entre Ríos con guaraníes misioneros contra yaros y bohanes el jesuita Policarpo Dufó refiere en la relación a su superior del 9 de febrero de 1716 que:

... el dia siguiente lleganos al parage donde estaba el pueblo de los Chanas, y ahora suele estar habitado de los Machados, que es la parcialidad más numerosa de los Charrúas, y no hallamos á nadie (...) A los Machados por ser gente pacífica, se les dijo se retirasen.

De acuerdo con Salvador Canals Frau los mbeguaes del grupo chaná-timbú perduraron hasta el siglo XVIII en el delta del Paraná y al fusionarse en el conjunto charrúa recibieron el nombre de manchados o machados. 
En el territorio aledaño a Montevideo, la paz con los charrúas se logró sin sacrificios tras años de invasión y malones. El 22 de marzo de 1732, los charrúas pactaron con Juan Antonio de Artigas que habrían de reconocer las leyes españolas, a la vez que éstos reconocían las de los charrúas, logrando de esta manera perpetuar una paz duradera.
Por orden del gobernador José de Andonaegui en noviembre de 1749 el teniente de gobernador de Santa Fe, Francisco Antonio de Vera Mujica aprehendió 339 charrúas que habían escapado de la Banda Oriental, entre ellos los caciques Maigualen, Gleubilbe y Dóienalnaegc, que fueron trasladados a las cercanías del río Salado en Santa Fe, dando origen al pueblo de "Nuestra Señora de la Concepción de Cayastá" fundado el 17 de septiembre de 1750 en el lugar donde estuvo situada la primitiva ciudad de Santa Fe. Esta reducción desapareció hacia 1820. Otra expedición de Vera Mujica en enero de 1752 sobre Entre Ríos, tomó prisioneros a 53 charrúas que fueron repartidos entre los expedicionarios para su servidumbre. 
La guerra Guaranítica entre 1754 y 1756, donde españoles y portugueses se unieron para combatir al "infiel", tuvo efectos devastadores. Incluso hacia finales del siglo XVIII, los blandengues españoles iniciaron una campaña denominada como "guerra charrúa", donde participó el entonces sargento mayor José Artigas. El 4 de octubre de 1800 el virrey Avilés envió al capitán Jorge Pacheco a expedicionar contra los charrúas ubicados en el noroeste del Uruguay. Pacheco realizó 3 expediciones y fundó Belén el 16 de junio de 1801.
Pocos años después, muchos indígenas, pelearían en los ejércitos de José Artigas, Fructuoso Rivera, Manuel Oribe y Juan Antonio Lavalleja. Para esa época, los charrúas prácticamente habían sido exterminados, por los enfrentamientos prerrevolucionarios y por su fusión con las otras tribus de origen guaraní, que vulgarmente, se los llamó "«tapes»". Además de las acciones bélicas, las enfermedades europeas como la gripe, la viruela y la sífilis diezmaron durante siglos a poblaciones indefensas.

## Caballería charrúa en la guerra de independencia
El coronel Rondeau informa a Buenos Aires, desde la Montevideo sitiada el 28 de febrero de 1813:
| "El coronel Artigas echó al instante mano de los infinitos recursos que tenía para hacer conocer la importancia de ellos e imponerse a este ejército, hasta arrojar de la provincia al general Sarratea. |

El ejército patriota oriental, era un ejército pobre pero disponía de «recursos» humanos locales, conocedores del terreno y características de la Banda Oriental del Uruguay. Al norte del río Negro, en La Sierra y el potrero de Arerunguá estaba el solar de los indios charrúas. En 1805 José Artigas había solicitado y obtenido del comandante Francisco Javier de Viana, representante en el norte del virrey español, más de 10 mil hectáreas en Arerunguá.

Los «recursos» humanos eran expertos en el manejo de animales, le secuestran las caballadas a los porteños; en palabras de Rondeau: 
| "... el primer golpe que nos hizo sentir, fue el apresamiento de boyadas y caballadas ejecutado por una maniobra tan rápida que, cuando fue sentida ya la presa era irrecuperable." Rondeau. |

Rondeau convoca al coronel Artigas al campamento del Cerrito, para su entrada solemne, con parada militar, para integrarse al ejército el 26 de febrero de 1813:
| "Mañana es el día glorioso que realiza su unión a este ejército, al frente de las divisiones de su mando, el señor coronel don José Artigas." Rondeau. |

Ese mismo día, el sacerdote Bartolomé Muñoz apunta en su diario:

"El 26, amanecieron formadas las tropas de infantería en toda la línea del sitio. 
Eran las 12 cuando llegaron los generales.
 Cien indios charrúas cerraban la retaguardia." Muñoz.

Los «recursos» humanos de Artigas, la caballería de los «charrúas», lo acompañaron cerrando la parada militar.

## Matanza de Salsipuedes
El 11 de abril de 1831, en puntas del arroyo Salsipuedes, tuvo lugar la matanza conocida como Matanza de Salsipuedes. A orillas del arroyo Salsipuedes, entre los actuales departamentos de Tacuarembó y Río Negro, tenía su cuartel general el presidente Fructuoso Rivera. El primer mandatario, convocó a los principales caciques charrúas, llamados Polidoro, Rondeau, Brown, Juan Pedro y Venado, junto con todas sus tribus, a una reunión diciéndoles que el Ejército Uruguayo los necesitaba para cuidar las fronteras del Estado.
 
Uno de los jefes del ejército "soltó entonces toda su caballada y los charrúas, confiados en aquella operación que demostraba buena fe, soltaron también la mayor parte de sus caballos.

Según los relatos, agasajados y emborrachados, fueron atacados por una tropa de 1200 hombres al mando de Bernabé Rivera. Se dice que el propio Rivera dio la señal de iniciar el ataque, haciendo fuego sobre el cacique Venado, tras pedirle que le entregara su cuchillo para picar tabaco. Opiniones más recientes, sostienen, que esa versión, se origina en la novela, "La boca del Tigre", de Eduardo Acevedo Díaz y carece de valor histórico.
El saldo según la historiografía oficial, fue de 40 indios muertos y 300 prisioneros, de los cuales algunos lograron huir siendo perseguidos por Bernabé Rivera. Entre las tropas hubo 9 heridos y un muerto.[cita requerida]
La persecución de los "Charrúas" (que en realidad, eran de diferentes tribus, que no se adaptaron a la reducción pacífica, que habitaban la banda oriental rural), no se agotó en el enfrentamiento de Salsipuedes. Bernabé Rivera, persiguió a los rebeldes que lograron escapar. El 17 de agosto de 1831, sorprendió en Mataojo, cerca de la desembocadura del río Arapey, a un grupo de los perseguidos, comandado por los caciques El Adivino y Juan Pedro, a los que atacó, saldándose el episodio con 15 muertos y más de 80 prisioneros. Informó que habían conseguido escapar 18 hombres, entre ellos, el cacique Polidoro, único cacique sobreviviente. El 16 de junio de 1832 localizó a un grupo de ellos, en una hondonada llamada Yacaré-Cururú. En una emboscada, los que habían huido y otros, mataron al jefe del comando gubernamental, Bernabé Rivera, a dos oficiales y a nueve soldados.[cita requerida]
De acuerdo con el profesor Lincoln Maiztegui Casas, "la desaparición de los charrúas, fue un proceso paulatino que llevó más de 200 años y que se generó a partir de la ocupación del territorio por europeos". Según Maiztegui, los guaraníes se adaptaron a la reducción y los charrúas no. Miles murieron en enfrentamientos, otros miles huyeron al noroeste a Brasil, otros miles se mestizaron y esas causas trajeron como consecuencia, que a través del tiempo, fueran perdiendo su cultura, al ser un grupo de pobladores minoritario.
El ataque por sorpresa a los "infieles" reunidos a orillas del arroyo Salsipuedes marcó el fin de las naciones indígenas, entendidas  como comunidad humana con nombre propio, asociada a un territorio, que posee mitos comunes de antepasados, y que comparte una memoria histórica, en Uruguay.

## Exhibición de charrúas en Francia

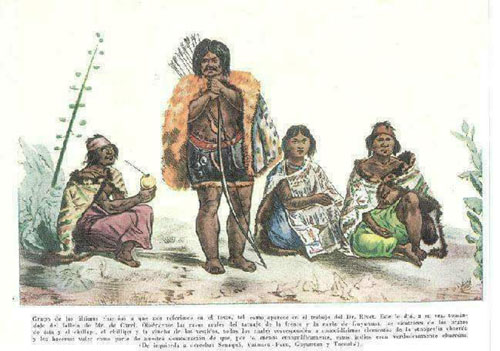
El cacique charrúa Vaimaca Pirú hacia 1822. Dibujo de Delaunois, 1833.

El director del Colegio Oriental de Montevideo, el francés François De Curel consideró que el contacto directo con sobrevivientes de una raza próxima a su extinción despertaría el interés del público y de los científicos franceses y solicitó al Gobierno uruguayo autorización para trasladar a cuatro de ellos a París. Se organizó una empresa para la ocasión para exhibirlos y estudiarlos en un zoológico humano.
En poder de De Curel, se hallaba la mujer llamada María Micaela Guyunusa y dos hombres: el chamán Senacua Senaqué y el cacique Vaimaca Pirú. El joven guerrero Laureano Tacuavé Martínez fue elegido por el gobierno entre los que se encontraban en prisión. El grupo es conocido en Uruguay como "los últimos charrúas" y partió en barco rumbo a Francia el 25 de febrero de 1833 con Guyunusa embarazada de dos meses. 
La exposición en un callejón cerca de los Campos Elíseos tuvo poco éxito, y tres de ellos murieron ese mismo año de 1833. Sus esqueletos fueron preservados, lo mismo que sus órganos en frascos y fragmentos de piel y muelas de los tres cuerpos, durante 170 años en los sótanos del Laboratorio de Antropología Biológica que se encuentra en el Palacio de Chaillot. La hija de Guyunusa nacida en Francia murió al año siguiente, mientras que Tacuabé logró escapar y se perdió su rastro. Lamentablemente, De Curel, no cumplió con su solicitud, concedida por el gobierno nacional de la época y el 17 de julio de 2002, luego de los trámites oficiales realizados con Francia, los restos de Vaimaca Pirú fueron repatriados a Uruguay y sepultados dos días después en el Panteón Nacional del Cementerio Central de Montevideo, en el gobierno de Jorge Batlle Ibáñez.

## Origen del nombre charrúa
Tras el vocablo "charrúa" se han postulado diferentes versiones de su origen, la mayoría de ellos despectivos: “los arrebatados”, “los destructores”, “los jaguares”, “los mutilados” y otros un poco más románticos como “los acuáticos” o “los pintados”. Lo cierto es que epítetos no faltaron por parte de los extranjeros, respecto a cómo identificarlos. Sin embargo, nada se sabe aun respecto a cómo se autodenominaban los integrantes de esta familia nativa.
Pedro de Angelis en su Colección de Obras y Documentos relativos a la Historia Antigua y Moderna de las Provincias del Río de la Plata (1836) expresó:

Los Charrúas, constantes en su sistema de ataque y de pillaje, no cesaban de mantener en alarma a los habitantes de la Banda Oriental, desde la frontera del Brasil, donde se habían fijado últimamente entre las cabezadas de los ríos Cuareheim e Ibirapuitá-mini. Fueron perseguidos y exterminados por una fuerza oriental, al mando del Señor General don Fructuoso Rivera, en 1831. Solo así pudo librarse el Estado vecino  tan incómodos moradores. En el día sería tal vez difícil juntar treinta individuos de una tribu, que fue tan formidable en tiempos pasados. En su nombre se halla cifrada toda su historia -Charrúa, en guaraní, quiere decir, somos turbulentos y revoltosos (Cha, nosotros, y rru, enojadizo.

Otras hipótesis fueron formuladas por:
- Vicente Fidel López (en Geografía histórica del territorio argentino, 1869): del guaraní chara ("los acuáticos", "los litorales" o "los ribereños"). También propone que pudiera provenir del guaraní Char - huá ("las langostas")
- Francisco Bauzá (en Historia de la dominación española en el Uruguay, 1895-1897): sostuvo que proviene del guaraní y significa "los iracundos" o "somos destructores".
- Rodolfo Schuller (en Prólogo a la Geografía física y esférica de las Provincias del Paraguay y Misiones Guaraníes de Félix de Azara, 1904) propuso que el nombre significaría "los pintados", "los manchados" o "los mutilados".
- Julio Estavillo (en Los indígenas litorales, 1950), sostuvo que es el nombre del tótem de la serpiente: char, chan, o kan, que también usarían otros pueblos como los chanás, y que habría dado origen a la palabra yarará (charará).
- César López Monfiglio (en El totemismo entre los charrúas, 1962) hizo una deducción por la cual el término significaría "nosotros los jaguares".

El antropólogo Daniel Vidart realizó en 2001 un análisis etimológico del término "charrúa". Según Vidart, "charrúa" es una palabra del idioma gallego, que designa unas máscaras de madera usadas como disfraz. El origen de estas máscaras se remontaría a la prehistoria, probablemente para ser usadas en fiestas populares, como el carnaval. Quienes usaban en Galicia estas máscaras llamadas charrúas, se disfrazaban y pintaban de manera llamativa, mientras gesticulaban con cierta agresividad. Según esta hipótesis, la colorida vestimenta de los indígenas de la costa oriental del Río de la Plata, así como su rostros pintados a modo de máscaras junto a extraños gestos, rememoraron en los navegantes españoles a aquellos gallegos que se disfrazaban en sus fiestas con sus máscaras denominadas charrúas, teniendo en cuenta que la expedición de Diego García de Moguer partió del puerto gallego de La Coruña.

## Destino de yaros, bohanes, chanás y minuanes
En cuando al destino de los yaros Azara refiere:

En el siglo XVI fueron exterminados los yarós por los charrúas; pero estos conservaron, según acostumbraban los indios silvestres a las mujeres y muchachos que están hoy mezclados sin poderse distinguir.

Sobre los bohanes dijo:

... una parte de ella creo fue conducida al Paraguay por los españoles que desampararon a San Salvador, y el resto exterminado por los charrúas cuando los yarós y por el mismo tiempo.

Sobre los chanás:

Acosados después por los charrúas, volvieron a sus islas, fijándose principalmente en la llamada de los Vizcaínos. Pero temiendo padecer el exterminio de los yarós y bohanes que era reciente, solicitaron que los españoles de Buenos Aires los defendiesen, ofreciendo ser cristianos. En efecto el gobernador de dicha ciudad los sacó de las islas, les formó el pueblo de Santo Domingo Soriano, y les dio una guardia dejándoles vivir con la misma libertad que tenían los españoles sin sujetarles a encomiendas ni al gobierno en comunidad. De esto ha resultado naturalmente que estos indios han vivido contentos, y que se han civilizado a la par de los españoles, perdiendo su idioma, costumbres, etc. y mezclándose con los españoles, de modo que casi todos pasan hoy por tales.

Sobre los minuanes refiere que hicieron alianza con los charrúas:

... hicieron alianza y estrecha amistad con ellos para sostenerse y atacar a los españoles que acababan de principiar las obras de Montevideo (...) Últimamente una porción de charrúas y de minuanes forzada por los españoles, se ha incorporado a los pueblos más centrales de las Misiones del Uruguay, y otra está hoy tranquila en la Reducción de Caiasta. Pero otra porción que hay libre por los treinta y treinta y un grado de latitud, hace la guerra a sangre y fuego a veces a portugueses y siempre a los españoles (...) Cuando los Charrúas se internaron hacia el Norte, ajustaron con ellos la más estrecha alianza y amistad viviendo juntos muchas temporadas, pasando y repasando el río Uruguay y acometiendo acordes a los españoles de Montevideo y sus campañas (...) El padre jesuita Francisco García, intentó formar sobre el río Ybicui, la doctrina o pueblo de Jesús María fijando a los minuanes; pero estos volvieron a su vida errante y libre, menos muy pocos que se pudieron agregar al pueblo Guaraní llamado San Borja.

## Descendientes
Diversos cálculos dicen que en Argentina, Brasil y Uruguay hay entre 160 000 y 300 000 personas con algún ascendiente charrúa, algunos de los cuales buscan ser reconocidos como parte de dicho pueblo, aunque hoy son mayormente parte integral de la cultura occidental general y conservan solo vestigios de la cultura charrúa que se extinguió en el siglo XIX.[cita requerida]

### En Uruguay

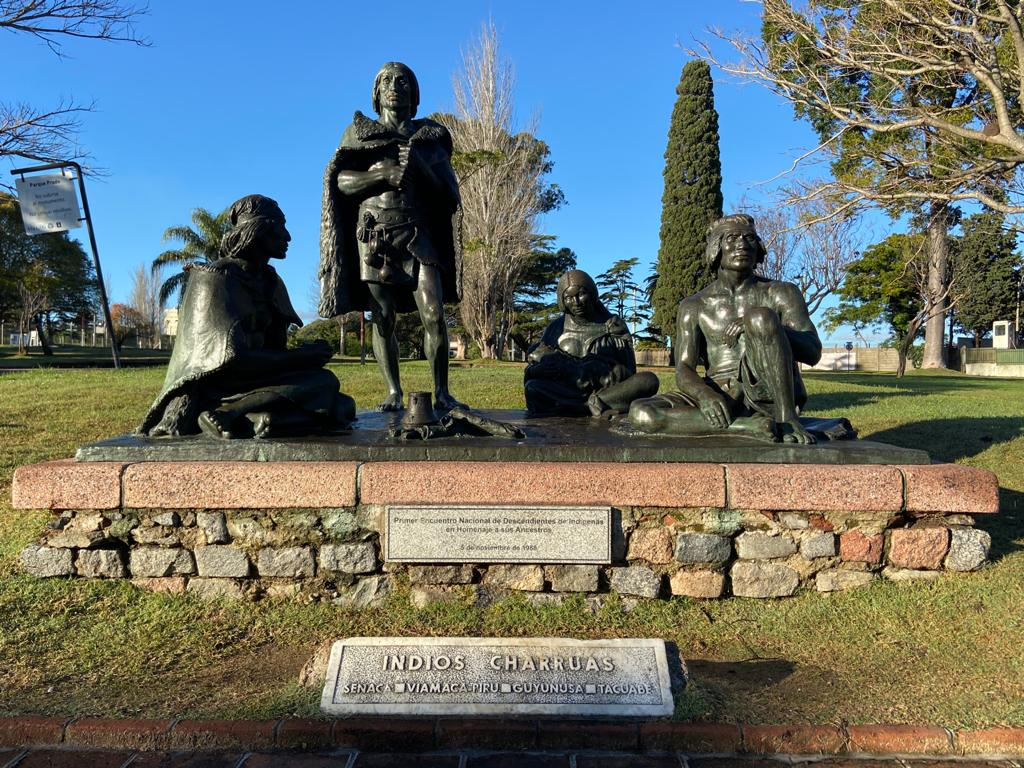
Monumento los Últimos Charrúas en 2021

En 1938 se inauguró el monumento Los últimos charrúas, como homenaje a los cuatro charrúas enviados para su exhibición a Francia como se describe previamente. El adjetivo "últimos" para referirse al grupo es cuestionado, ya que se considera que luego de la Matanza de Salsipuedes mujeres, ancianos y niños fueron tomados prisioneros y llevados a trabajar en condiciones de esclavitud y de servicio en residencias de distintas ciudades. El monumento puede considerarse como un memorial de la violencia de Estado y del etnocidio cometido contra grupos indígenas locales.
La Asociación de Descendientes de la Nación Charrúa (ADENCH) se creó en la ciudad de Trinidad el 19 de agosto de 1989 con el objetivo de rescatar, conservar y difundir la temática indígena en Uruguay. 
El 25 de junio de 2005 se fundó el Consejo de la Nación Charrúa (CONACHA), el cual está conformado por diez organizaciones de descendientes de charrúas (entre ellas la propia ADENCH) de distintos lugares de Uruguay. Esta agrupación de descendientes de charrúas -aunque, según información del propio consejo, existen miembros que no son descendientes y solo pertenecen a la misma porque han decidido autorreconocerse como charrúas- incluso reclama 2000 hectáreas al Estado uruguayo sobre la base del Convenio 169 de la OIT, el cual reconoce el derecho de los pueblos originarios a los territorios que tradicionalmente han ocupado (pero no ha sido ratificado por el Estado uruguayo). Sin embargo, el convenio aclara que para que un grupo sea reconocido como pueblo indígena, no basta con ser descendiente de uno o autorreconocerse como tal, sino que debe conservar las instituciones sociales, económicas, culturales y políticas de dicho pueblo, o parte de ellas.
En cuanto a estudios científicos y de  población donde se tomó en cuenta la ascendencia indígena en Uruguay, en 1993 la ADENCH colaboró con la Universidad de la República permitiendo la toma de muestras de sangre de sus integrantes para la investigación de marcadores serológicos, lo que arrojó un resultado de un 13 % de aporte genético indígena dentro de su masa social.
Por otra parte, la Encuesta Continua de Hogares de 1996-1997 solicitaba la "declaración explícita de los entrevistados sobre la raza a la cual creían pertenecer", aclarándose que se refería a la autopercepción sobre su "pertenencia a un grupo étnico/racial determinado". Fue aplicada a una muestra compuesta por aproximadamente 130 000 habitantes (40 000 hogares) de áreas urbanas que, de acuerdo con los datos del instituto, eran representativos aproximadamente para el 86% del total de la población. La negra-indígena y, negra-blanca-indígena. El 0,4 % de las personas se autodefinió de raza indígena (indígena e indígena-blanca).

En la Encuesta Continua de Hogares Ampliada de 2006, en una muestra total de 18.506 viviendas, 115 118 personas se identificaron a sí mismas con ascendencia indígena, lo que representa un 4,5 % del total de la población.[cita requerida]

#### Genética
Estudios genéticos de las décadas de 1990 y 2000 sitúan el aporte genético indígena en la población uruguaya en un 10 %, porcentaje que sube considerablemente en el aporte por vía materna (31 %), mientras que por vía paterna es mucho menor (5 %). Asimismo, el departamento de Tacuarembó registró el aporte genético indígena más elevado del país, con un 20%, en tanto que en Cerro Largo es del 8 % y en Montevideo del 1 %. En tanto, el aporte por vía materna en los tres casos fue de 62 %, 30 % y 20 % respectivamente. Cabe destacar que el aporte genético indígena resultó ser más alto que el africano, pero los indígenas se mestizaron casi totalmente con los colonizadores españoles y los criollos (y en menor medida, con africanos o sus descendientes), y sus descendientes siguieron mestizándose principalmente con descendientes de los europeos, ya sea de los tiempos coloniales o provenientes de las oleadas migratorias de los siglo XIX y siglo XX, lo que hizo que actualmente la casi totalidad de los descendientes de indígenas presente un fenotipo similar al de los europeos del sur o más cercano a éste que al de los indígenas de la región, ya que el aporte genético europeo que poseen es mucho mayor. Además debe aclararse que ser descendiente de indígenas no implica ser descendiente de charrúas, ya que en Uruguay habitaron varios pueblos indígenas antes y durante la colonización española.
En estudios de la década de 2010 a década de 2020 se establece "podemos asegurar que Vaimaca era charrúa lo que no podemos asegurar es que su madre o tatarabuela también fueran charrúas". Existen rasgos genéticos que permiten diferenciar entre grupos indígenas, "casi todos los guaraníes actuales tienen haplogrupo A, en Uruguay ese haplogrupo es el tercero en frecuencia después del haplogrupo B y el haplogrupo C; esto nos da una pauta de que la herencia indígena del presente no puede ser solo ni mayoritariamente guaraní".

Cuando se dice que la gran contribución a la población uruguaya es guaraní, se hace con base en registros eclesiásticos, noventa y pico por ciento de las referencias son guaraníes. ¿Cómo uno puede explicar eso?

Hay distintas posibilidades. Por un lado, que el aporte pampeano-patagónico, que serían charrúas, guenoas, (toda la macro etnia) se haya integrado muchos años antes, y además no pasara por los registros eclesiásticos habitualmente. Por otro lado, está lo que podía ser considerado "la otra mujer' del estanciero. Eso está descrito incluso por el naturalista Augustin Saint-Hilaire, que en 1819 visitó a fulanito español, y su mujer indígena y su numerosa prole. Esa numerosa prole tiene obviamente ADN mitocondrial indígena, como la madre.

#### Sociología
Autores como Renzo Pi Hugarte y Daniel Vidart han criticado a los activistas que pretenden ser reconocidos como charrúas, acusándolos de falsear la verdad histórica.

Por un lado, Vidart piensa que el pueblo charrúa habitaba originalmente el centro y sur de la Mesopotamia argentina, y que migró a Uruguay en tiempos relativamente recientes (siglo XVIII), por lo que considera que los pueblos relevantes en los tiempos precoloniales del actual territorio uruguayo serían:
- Avá-guaraníes: en tiempos de la llegada de los europeos se encontraban habitando en torno al río Uruguay (tomando en cuenta solo el actual territorio uruguayo) además de que, posteriormente, ingresaron al territorio miles que se habían convertido al cristianismo en las reducciones jesuíticas y convivían con los españoles, por lo cual serían una cantidad mucho mayor a la de los propios charrúas.
- Minuanes: los considera un pueblo distinto al charrúa (al que de hecho habrían combatido junto a los avá-guaraníes cristianizados) y como el que mayor territorio del actual Uruguay habría ocupado.
- Chanás: Registros del lingüista Dámaso Antonio Larrañaga dan constancia de que habitaron tanto la provincia argentina de Entre Ríos como el departamento uruguayo de Río Negro.

Ambos además critican el hecho de que los supuestos descendientes quieran ser considerados indígenas, debido a que descender no implica ser charrúa, ya que su cultura se extinguió (ya en el siglo XIX) debido a que los últimos supervivientes de ese pueblo no la han transmitido a sus hijos, por lo cual sus actuales descendientes (que además descienden de colonizadores e inmigrantes europeos -principalmente españoles e italianos-) solo conocen del pueblo y la cultura charrúa por datos bibliográficos y no por herencia familiar.
 También critican que varios de los rituales que realizan actualmente los activistas y creen pertenecientes al pueblo charrúa, eran inexistentes o bien pertenecientes a otros pueblos. Vidart los calificó de "indiófilos criollos" e "inventores de una imposible Charrualandia", en tanto que Pi Hugarte los catalogó de "charrumaníacos". En tanto, el antropólogo y sociólogo Fernando Klein declaró que considera como "charruístas" a los miembros de organizaciones como CONACHA, pero no charrúas.

Si yo descubro que tengo un ascendiente polaco cuatro generaciones para atrás, no me voy a poner a hablar polaco. Esto es igual: tener un antepasado charrúa no te hace charrúa.

En cuanto a la visión de los charrúas en la sociedad uruguaya, en 1888 fue publicado el poema épico Tabaré  de Juan Zorrilla de San Martín considerado como la epopeya nacional del Uruguay. El poema trata del idilio amoroso del charrúa Tabaré y la española Blanca teniendo como fondo la guerra entre españoles y charrúas de fines del siglo XVI. 
Con el paso del tiempo, la palabra "charrúa" fue adquiriendo para los uruguayos connotaciones de valor, fuerza, fiereza, orgullo guerrero y victoria bélica, trasladada a gesta deportiva. En el subconsciente uruguayo, la sociedad indígena alejada de la complejidad y el desarrollo de otras civilizaciones precolombinas fue tomando rasgos míticos. Según el periodista e investigador Luis Prats, la expresión "garra charrúa" comenzó a utilizarse a partir de un campeonato sudamericano de fútbol disputado en Lima en 1935, que fue ganado por la selección nacional de fútbol de Uruguay, pese a que concurrió con un equipo de veteranos de los juegos olímpicos anteriores y de la Copa Mundial de Fútbol de 1930 que ganara esa selección.

###### Reconocimientos oficiales

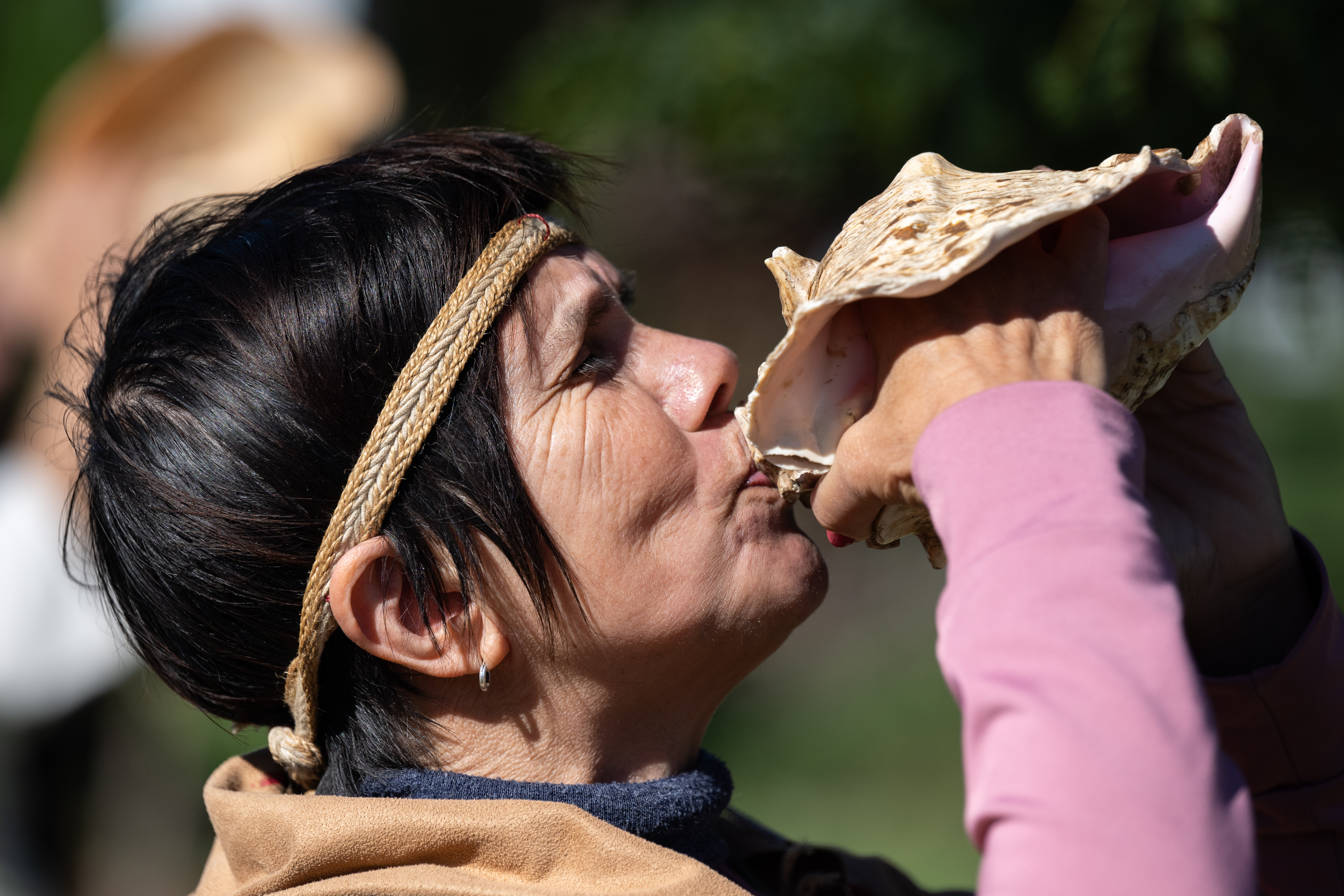
Durante la plantación de árboles en conmemoración del Día de la Nación Charrúa y la Identidad Indígena de Uruguay - Montevideo, 18 de abril de 2024

El 18 de setiembre de 2009 se promulgó la Ley n.º 18 589 que estableció que cada 11 de abril se conmemorará el "Día de la Nación Charrúa y de la Identidad Indígena". La misma norma dispone que el Poder Ejecutivo y la Educación Pública, deberán coordinar diferentes acciones para informar y sensibilizar a la ciudadanía sobre el aporte indígena a la identidad nacional, los hechos históricos relacionados a la Nación Charrúa y lo sucedido en Salsipuedes el 11 de abril de 1831.
Asimismo, la Comisión Nacional Honoraria de Sitios de Memoria por Resolución Nro. 36/2021 del 15 de diciembre de 2021 estableció: declarar el Paso de Salsipuedes como «Sitio de Memoria» -lugar de construcción de la memoria- y colocar una placa señalando dicha declaración. Esta placa se colocó el 16 de octubre de 2022.

### En Argentina
En la provincia de Entre Ríos existen grupos de descendientes de charrúas y pueblos afines que intentan realizar una recuperación cultural basándose principalmente en la información sobre dicho pueblo que se encuentra en la bibliografía y en las costumbres heredadas. Fue creada por ellos la Coordinadora de Comunidades Charrúas de Entre Ríos (Codecha).
Desde 1995 el Instituto Nacional de Asuntos Indígenas (INAI) comenzó a reconocer personería jurídica a comunidades indígenas (asociaciones)  mediante inscripción en el Registro Nacional de Comunidades Indígenas (Renaci), entre ellas a 3 comunidades charrúas de Entre Ríos:
- Comunidad Charrúa del Pueblo Jaguar (en el departamento Villaguay, el 28 de junio de 2007)
- Comunidad Güe Guidaí Berá (en el departamento Tala, el 17 de noviembre de 2009)
- Comunidad Naybu (en la Colonia Federal del departamento Federal, el 9 de octubre de 2013)

El INAI registra la existencia de otras 14 comunidades charrúas sin personería jurídica en Entre Ríos: Comunidad Onkaijumar (Paraná), Comunidad Guidai (Victoria), Comunidad Los Algarrobos (departamento Gualeguaychú), Comunidad Remajunen (de Chaco Chico, entre Gobernador Sola y Maciá), Comunidad Jhuimen Etriek (Rosario del Tala y Maciá), Comunidad Oyendajau (Durazno), Comunidad Itanu (Villaguay), Comunidad Charrúa Etriek (Villaguay), Comunidad Carabi (Federal), Comunidad Sacachispas (Chajarí), Comunidad Inchala (Santa Ana), Comunidad Itú o Salto Chico (Concordia), Comunidad Cepe (Concordia), Comunidad Abayubá (Concordia).
Otras agrupaciones se están formando en Diamante, Federación y Colón.
Durante la Rebelión jordanista (1870-1876) participaron algunos charrúas, que al ser derrotados se refugiaron entre los qom del Chaco, integrándose en su cultura.
La Encuesta Complementaria de Pueblos Indígenas (ECPI) 2004-2005, complementaria del Censo Nacional de Población, Hogares y Viviendas 2001, dio como resultado que se reconocen o descienden en primera generación del pueblo charrúa 676 personas en la provincia de Entre Ríos, de los cuales ninguno reside en comunidades indígenas propiamente dichas. En toda Argentina se autorreconocieron 4511 charrúas, ninguno viviendo en comunidades propiamente dichas.
El Censo Nacional de Población de 2010 en Argentina reveló la existencia de 14 649 personas que se autorreconocieron como charrúas en todo el país, 3513 de los cuales viven en la provincia de Entre Ríos, 1807 en la de provincia de Buenos Aires y 93 en la provincia de Corrientes.
Desde 2008 el pueblo charrúa de Entre Ríos contó con un representante en el Consejo de Participación Indígena (CPI) del INAI, que fue renovado el 17 de septiembre de 2011 mediante la elección de un titular y un suplente por una asamblea de las comunidades. En octubre de 2016 fueron elegidos 2 representantes para un período de 3 años.

### En Brasil
Existen hoy unos 400 descendientes de charrúas en las localidades de Santo Ângelo, São Miguel das Missões y Porto Alegre. El 9 de noviembre de 2007 la cámara municipal de Porto Alegre realizó un acto de reconocimiento de la comunidad supuestamente charrúa como un pueblo indígena brasileño. Considerada extinta por la Fundação Nacional do Índio, el pueblo charrúa volvió a ser reconocido en un acto oficial de la fundación en septiembre de 2007 pese a que los descendientes no pueden formar parte de un pueblo ya extinto. El evento fue organizado en conjunto por las comisiones de derechos humanos de la Cámara Municipal, de la Asamblea Legislativa y del Senado Federal de Brasil.